# Hugo Fischer
Den här sidan handlar om filosofen Hugo Fischer, för biologen, se Hugo Fischer (biolog).
Hugo Fischer, född den 17 oktober 1897 i Halle an der Saale, död den 11 maj 1975 i Ohlstadt, var en tysk filosof och sociolog.
Fischer var en kännare av Friedrich Nietzsches, Karl Marx och Georg Wilhelm Friedrich Hegels filosofi, och var verksam vid universitetet i Leipzig. Under Weimarrepubliken umgicks han med bland andra Ernst Jünger och Ernst Niekisch, och tillhörde kretsen runt den konservativa revolutionen.
Fischer emigrerade 1938 till Norge och senare till Storbritannien. I Oslo var han chef för forskningsavdelningen Institutt for Samfunnsforsking og Arbeidslære under Ewald Bosse, i Storbritannien levde han som privatlärd och reste flera gånger till Indien. 1949 undervisade han som gästprofessor västerländsk filosofi vid universitetet i Benares. Efter andra världskriget återvände han till Tyskland och fick 1956 en gästprofessur för "Civilisationens filosofi" vid Münchens universitet.

## Skrifter (urval)
- Nietzsche Apostata oder die Philosophie des Ärgernisses. Erfurt 1931.
- Karl Marx und sein Verhältnis zu Staat und Wirtschaft. Jena 1932.
- Die Aktualität Plotins. Über die Konvergenz von Wissenschaft und Metaphysik. München 1956.
- Die Geburt der Hochkultur in Ägypten und Mesopotamien. Der primäre Entwurf des menschlichen Dramas. Klett, Stuttgart 1960.
  - Ungekürzte Neuauflage, Ullstein, Frankfurt am Main/ Berlin/ Wien 1981, ISBN 3-548-39017-X.
- Theorie der Kultur. Das kulturelle Kraftfeld. Seewald, Stuttgart 1965.
- Die Geburt der westlichen Zivilisation aus dem Geist des romanischen Mönchtums. Kösel, München 1969.
- Vernunft und Zivilisation, die Antipolitik. Seewald, Stuttgart 1971.
- Lenin. Der Machiavell des Ostens. [1933] Matthes & Seitz, Berlin 2017, ISBN 978-3-95757-469-5.